# Englamordet
Englamordet avser mordet på Engla Juncosa Höglund, född 5 mars 1998, död 5 april 2008, bosatt i Stjärnsund i Dalarna. Anders Eklund erkände mordet och dömdes till livstids fängelse i oktober 2008.

## Mordet
Lördagen den 5 april 2008 försvann Engla Juncosa Höglund när hon var ute och cyklade. Fallet fick tidigt stor massmedial uppmärksamhet i Norden, och cirka 200 personer engagerade sig i sökandet efter henne, bland annat hemvärnet, föreningar och andra frivilliga. Veckan som följde deltog ett stort antal personer i sökandet (poliser, hundförare, hemvärnet och flera hundra civila) som organiserades i skogarna runt Stjärnsund och uppemot Stenshyttan samt i Torsåkersområdet, i skogarna i Bodås och i Gammelstilla.

## Anders Eklund grips och erkänner
Polisen grep efter några dagar den då 42-årige mannen Anders Eklund, vars bil av en slump fotograferats av en privatperson i närheten av platsen där Höglund försvann. Fotografen hade inhandlat en ny kamera och höll på att testa den. Endast 55 sekunder tidigare hade Engla Höglund fotograferats av samma fotograf när hon passerade på sin cykel. När polisen fick kännedom om bilderna, kontrollerades ägaren till den fotograferade bilen och det framkom då att han tidigare blivit fälld för bland annat våldtäktsförsök och sexuellt tvång. Den 13 april 2008 meddelade polisen, att han erkänt mordet på flickan och att han visat var han hade gömt kroppen. Han erkände även mordet på Pernilla Hellgren i Falun år 2000 samt ett våldtäktsförsök i Sandviken 2006.

## Begravningen
Engla Höglunds begravningsgudstjänst förrättades i Stjärnsunds kyrka den 10 maj 2008. På begäran av modern Carina Höglund sändes begravningen direkt i SVT1, vilket hade föregåtts av en debatt om huruvida den skulle sändas eller inte. Flera profiler från SVT, bland annat Sverker Olofsson och Elisabet Höglund, kritiserade öppet beslutet att sända begravningen.

## Åtal och dom
Den 18 juli åtalades Anders Eklund för två mord, två grova våldtäkter, två fall av grov misshandel och grovt barnpornografibrott. Rättegången mot honom inleddes den 21 juli i Stockholms tingsrätts säkerhetssal. Anders Eklund dömdes den 6 oktober 2008 till livstids fängelse och skulle totalt betala 210 360 kronor jämte ränta i skadestånd till Englas mor Carina Höglund. Då ingick även ersättning för utebliven inkomst. Pernilla Hellgrens mor Monica Hellgren fick 139 299 kronor. Totalt ålades han att betala 860 000 kronor till målsägandena.

## Efterspel
I februari 2010 släpptes resultatet av en utredning som hårt kritiserade polisens arbete i fallet med mordet på Pernilla och menade att Englamordet hade kunnat förhindras om polisen haft mer kompetens rörande mordutredningar.
Engla Höglunds mor Carina Höglund väckte 2012 talan mot staten och begärde skadestånd, mot bakgrund av den kritiserade utredningen från 2010. Grunden för kravet var att myndigheterna redan innan mordet på Engla hade haft tillräckliga uppgifter för att gripa Anders Eklund och att underlåtenheten att göra det var ansvarsgrundande. Carina Höglund förlorade dock målet i både tingsrätten och hovrätten.